# Fåglaröfjärden

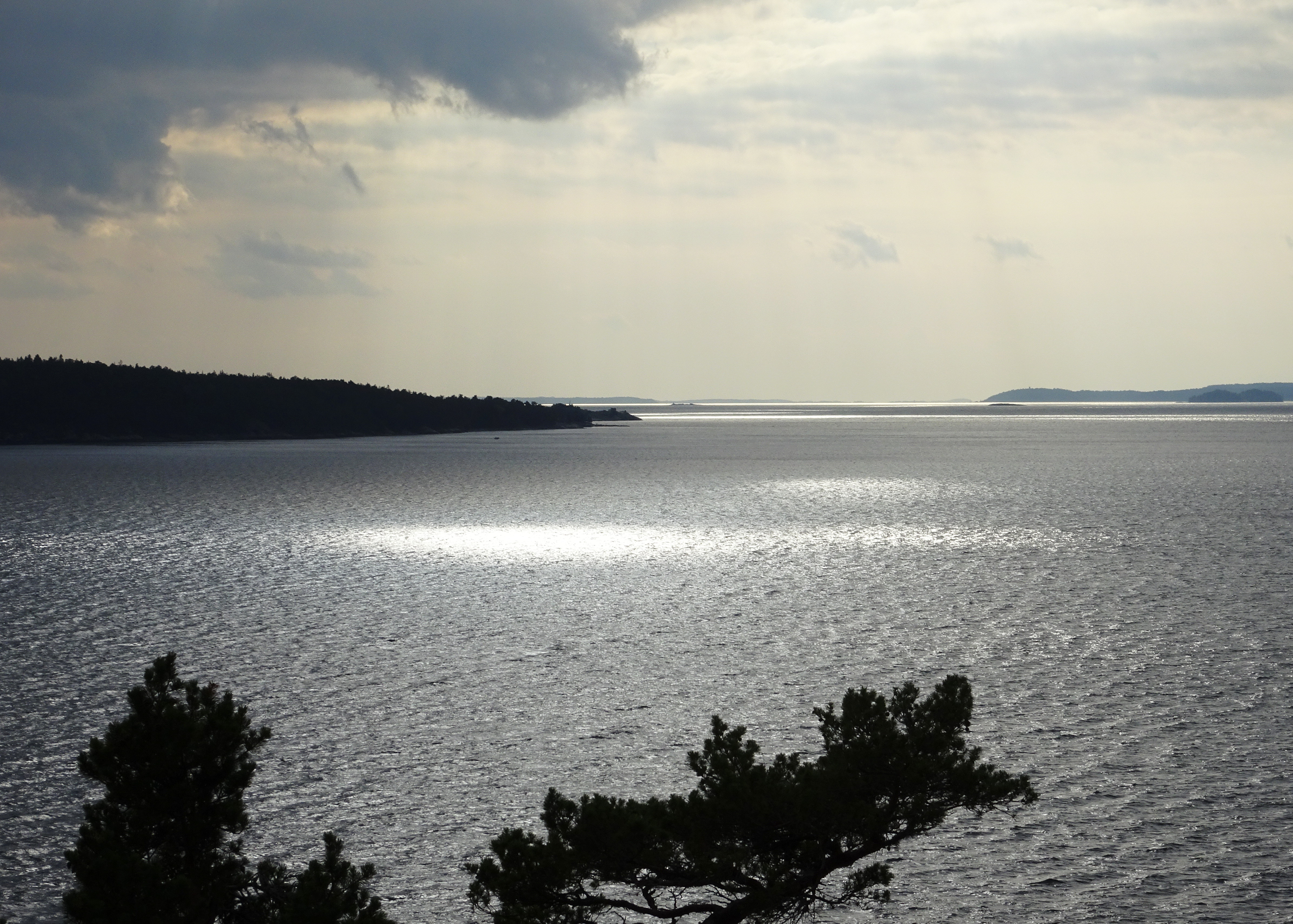
Vy över Fåglaröfjärden från Havtornsudd med Mysingen längst bort, 2017.

Fåglaröfjärden är en fjärd av Östersjön i Stockholms södra skärgård i Haninge kommun, Stockholms län.

## Beskrivning
Fåglaröfjärden ligger mellan Ornö och Gålö och sträcker sig nästan ända upp till Dalarö. I nordväst ansluter Sandemarfjärden, i nordost övergår den i Jungfrufjärden och i sydväst i Mysingen. Fjärden har sitt namn efter Fåglarö som ligger i fjärdens norra del. Långgarnsfjärden, söder om Gålö, är den västligaste delen av Fåglaröfjärden. Största bebyggelsen vid fjärden är Brevik, ett fritidshusområde på västra Ornö. Fåglaröfjärdens vattenarea omfattar 31 km². En del av vattenarealen ingår i Gålö naturreservat.

## Bilder

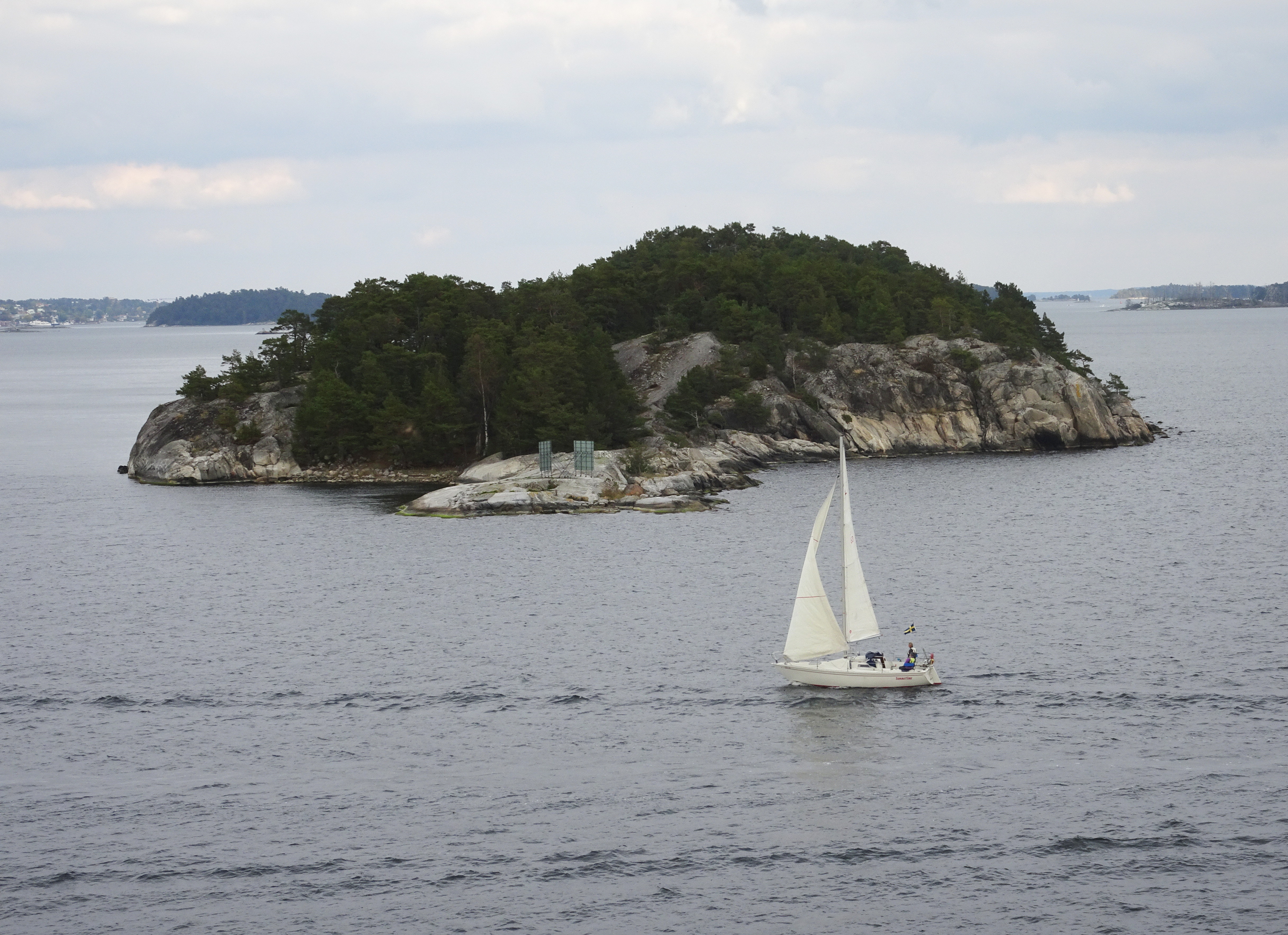
Ön Toklo utgör gränsen mellan Fåglaröfjärden och Sandemarfjärden.
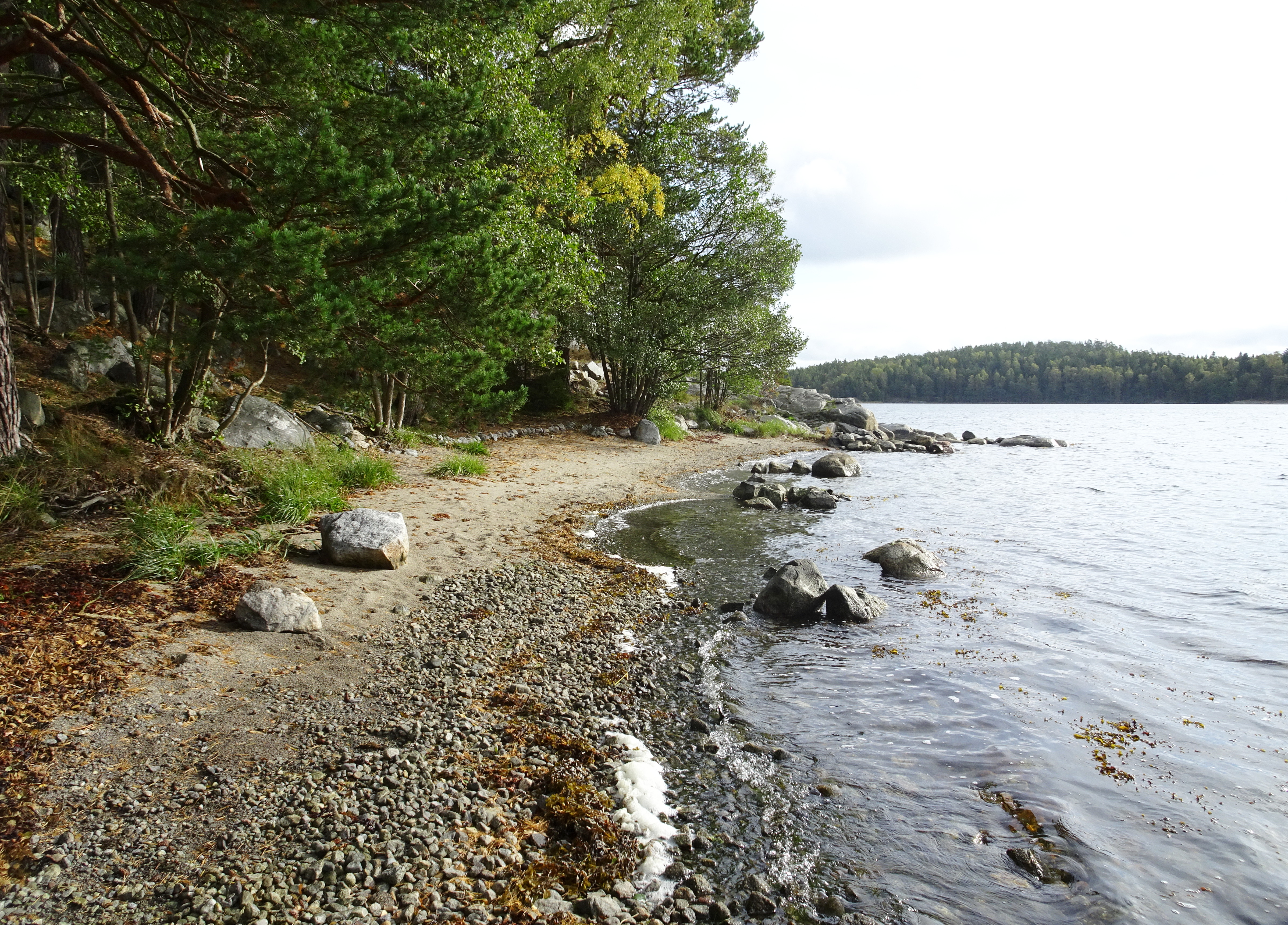
Fåglaröfjärden strand vid Havtornsudd, vy österut.
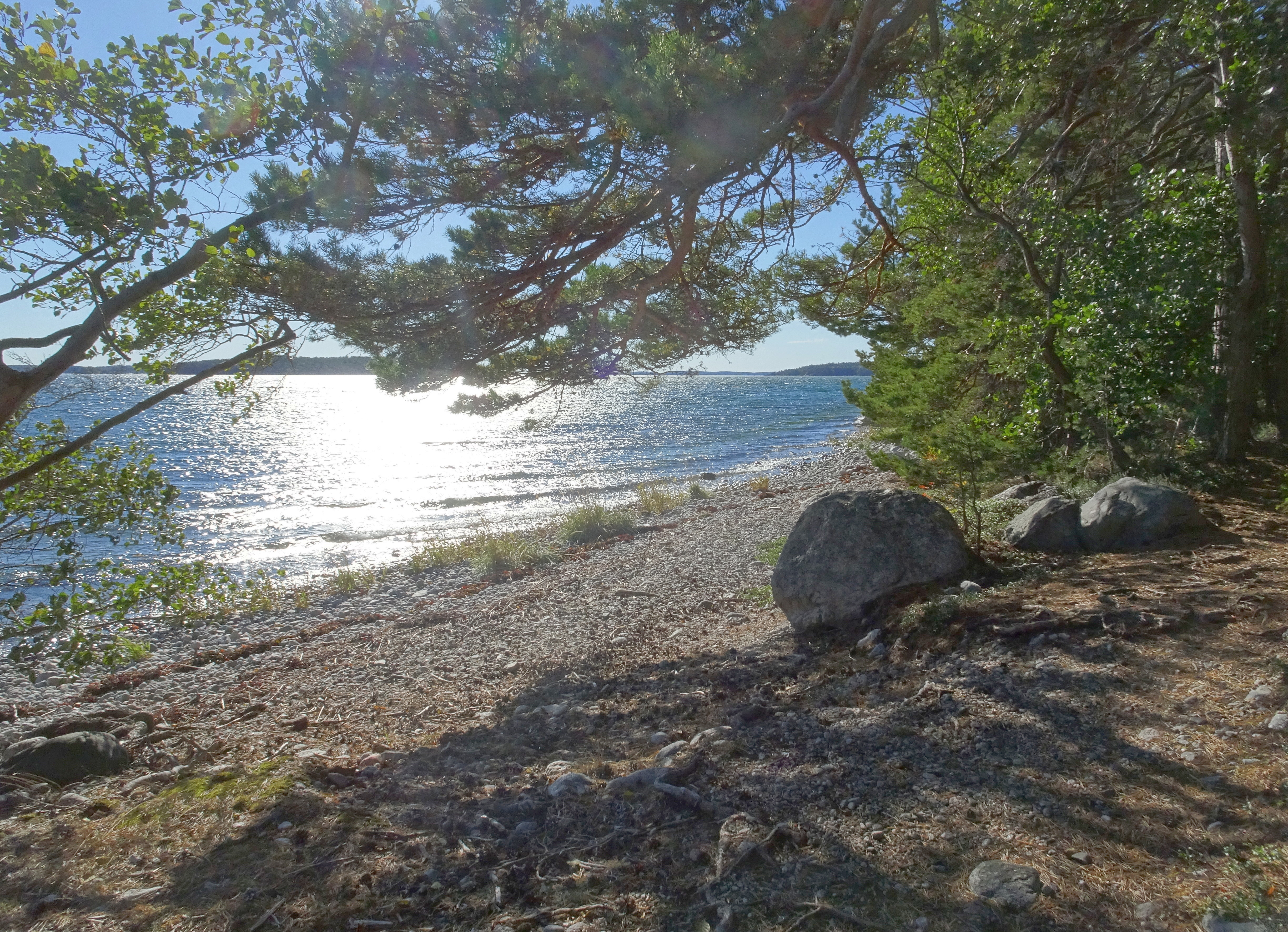
Fåglaröfjärden strand vid Havtornsudd, vy västerut.
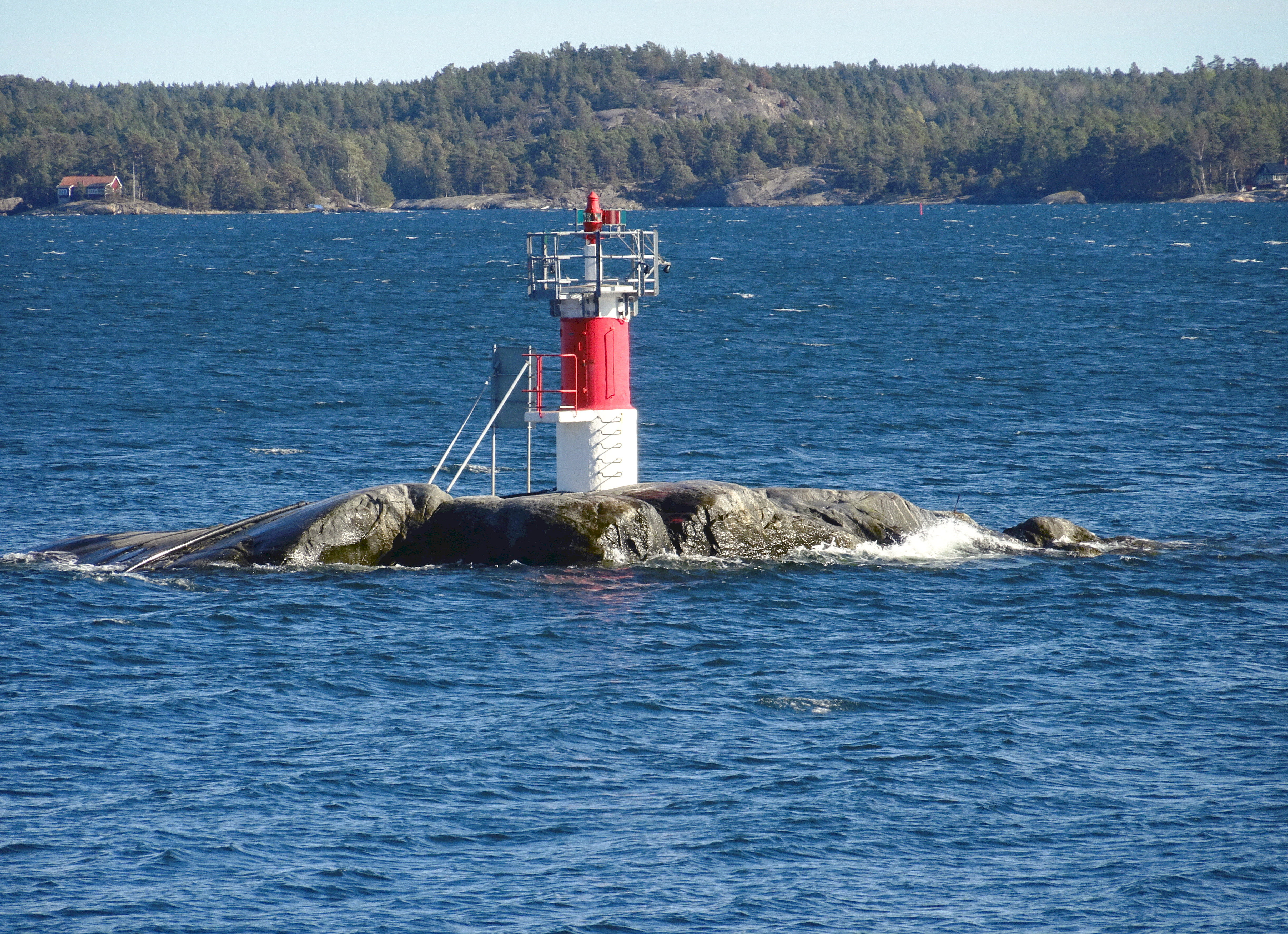
Gålö fyr i Fåglaröfjärden. I bakgrunden syns Ornö.